# Lewis Springer
Pour les articles homonymes, voir Springer.
Lewis Springer (30 octobre 1835-25 novembre 1895) est un homme politique canadien de l'Ontario. Il est député fédéral libéral de la circonscription ontarienne de Wentworth-Sud de 1882 à 1887.

## Biographie
Né à Hamilton dans le Haut-Canada, Springer est descendant de loyalistes et étudie au collège Victoria de Cobourg.
Élu en 1882, il n'effectue qu'un seul mandat et ne se représente pas en 1887.